# 샌디에고
샌디에이고(영어: San Diego[sæ̀n-diéiɡou], 스페인어: San Diego [san ˈdjeɣo])는 미국 캘리포니아주 남부의 도시이다. 이름은 스페인어로 성 디다쿠스(Didacus of Alcalá)라는 뜻이다. 2016년 기준으로 인구는 1,406,630 명으로 추정되어, 캘리포니아주에서는 두 번째, 미국에서는 여덟 번째로 큰 도시이다. 멕시코와의 국경에 가까운 샌디에고 만을 바라보는 항만도시이다. 샌디에고 군에 있고, 군청 소재지이다.
사시사철 쾌적한 기후로 휴양 도시로 불리기도 하며, 안정된 치안과 비싼 물가로 부유한 백인들의 은퇴 도시라 불린다. 항공모함이 기항할 수 있는 큰 군항(軍港)을 비롯하여 해군, 해안경비대 및 해병대를 위한 16개의 군사 시설이 자리 잡고 있어 해군 도시라 불리기도 한다 이러한 군 관련 경제가 큰 축을 이루고 있었다. 퀄컴 본사가 있는 곳으로, CDMA 기술을 바탕으로 크게 성장하면서 지역 경제에 크게 기여하고 있다.
샌디에고의 경제는 농업, 생명공학/생명과학, 컴퓨터과학, 전자업체, 방위산업, 금융과 비지니스 서비스, 선박 수리와 건조, 소프트웨어 개발, 통신산업 그리고 관광 산업으로 이뤄져 있다. 어업이 발달하여 어류의 통조림 공장이 많고, 낚시 스포츠가 활발하다. 부근에선 채소·과일 재배가 성하다.

## 지리 여건

### 위치
샌디에고는 북위 32.5도에서 북위 33.1도 사이, 미국 서해안의 가장 남쪽에 있다. 가까운 대도시로는 북쪽에 로스앤젤레스가 자동차로 약 2시간 거리에 있고, 더 북쪽에 캘리포니아주의 수도인 새크라멘토가 자동차로 약 9시간 거리에 있고, 동쪽에 네바다주의 라스베이거스가 자동차로 약 6시간 거리에 있다. 남쪽으로는 멕시코 국경 도시인 티후아나와 접하고 있으며, 샌디에고 도심에서 멕시코 국경까지는 30분 남짓 걸린다. 이런 지리적인 특징으로 멕시코에서 생활하며 샌디에고에서 근무하는 근로자들이 많아, 스페인어도 널리 사용된다. 출퇴근 시간에는 멕시코에서 오고 가는 사람들이 많아서 특히 그 사이의 도로 정체가 심하다. PGA 투어가 열리는 해안가에는 경치가 아름답기로 유명한 토리 파인즈(Torrey Pines) 골프장이 있다.

### 기후
샌디에고는 지중해성 기후이고, 일년 내내 쾌적한 편이기 때문에 따뜻하고 건조한 여름과 온화한 겨울로 표현할 수 있다. 가장 더운 8월에는 기온이 밤에 18도, 낮에 26도로 평균 22도이고, 강수량은 1mm 정도로 비가 거의 오지 않는다. 가장 추운 1월에는 기온이 밤에 8도, 낮에 18도로 평균 13도이고, 강수량은 58mm 정도인데, 비만 가끔 오고 눈은 거의 내리지 않는다. 참고로 서울의 강수량은 가장 많은 7월에 395mm, 가장 적은 1월에 21mm인 점을 감안하면, 한국에 비해 여름에는 시원하고, 겨울에는 따뜻하다.
일년 내내 햇살이 강하여, 선크림과 선글라스가 필요하다. 어떤 초등학교에서는 학생들이 선글라스를 쓰고 등교하는 날을 지정하기도 하고, 선크림을 나눠 주기도 하는 등 자외선 차단의 중요성을 일깨우려 한다. 여름에도 건조하기 때문인지 모기같은 해충에 대해서는 별로 걱정하지 않아도 되는데, 도마뱀은 간혹 풀밭에서 보인다.
샌디에고는 미국에서 2006년 기후 좋은 도시 10위,로 선정되었다.
| 샌디에고 (샌디에고 국제공항)의 기후                                                            | 샌디에고 (샌디에고 국제공항)의 기후 | 샌디에고 (샌디에고 국제공항)의 기후 | 샌디에고 (샌디에고 국제공항)의 기후 | 샌디에고 (샌디에고 국제공항)의 기후 | 샌디에고 (샌디에고 국제공항)의 기후 | 샌디에고 (샌디에고 국제공항)의 기후 | 샌디에고 (샌디에고 국제공항)의 기후 | 샌디에고 (샌디에고 국제공항)의 기후 | 샌디에고 (샌디에고 국제공항)의 기후 | 샌디에고 (샌디에고 국제공항)의 기후 | 샌디에고 (샌디에고 국제공항)의 기후 | 샌디에고 (샌디에고 국제공항)의 기후 | 샌디에고 (샌디에고 국제공항)의 기후 |
| 월                                                                                             | 1월                                 | 2월                                 | 3월                                 | 4월                                 | 5월                                 | 6월                                 | 7월                                 | 8월                                 | 9월                                 | 10월                                | 11월                                | 12월                                | 연간                                |
| ---------------------------------------------------------------------------------------------- | ----------------------------------- | ----------------------------------- | ----------------------------------- | ----------------------------------- | ----------------------------------- | ----------------------------------- | ----------------------------------- | ----------------------------------- | ----------------------------------- | ----------------------------------- | ----------------------------------- | ----------------------------------- | ----------------------------------- |
| 역대 최고 기온 °C (°F)                                                                         | 31 (88)                             | 33 (91)                             | 37 (99)                             | 37 (98)                             | 37 (98)                             | 38 (101)                            | 38 (100)                            | 37 (98)                             | 44 (111)                            | 42 (107)                            | 38 (100)                            | 31 (88)                             | 44 (111)                            |
| 일평균 최고 기온 °C (°F)                                                                       | 19.1 (66.4)                         | 19.0 (66.2)                         | 19.4 (67.0)                         | 20.4 (68.8)                         | 20.8 (69.5)                         | 22.1 (71.7)                         | 24.1 (75.3)                         | 25.2 (77.3)                         | 25.1 (77.2)                         | 23.7 (74.6)                         | 21.5 (70.7)                         | 18.9 (66.0)                         | 21.6 (70.9)                         |
| 일일 평균 기온 °C (°F)                                                                         | 14.7 (58.4)                         | 15.0 (59.0)                         | 15.9 (60.7)                         | 17.2 (62.9)                         | 18.2 (64.8)                         | 19.6 (67.2)                         | 21.5 (70.7)                         | 22.4 (72.4)                         | 22.1 (71.7)                         | 20.1 (68.1)                         | 17.1 (62.7)                         | 14.4 (57.9)                         | 18.2 (64.7)                         |
| 일평균 최저 기온 °C (°F)                                                                       | 10.2 (50.3)                         | 11.0 (51.8)                         | 12.5 (54.5)                         | 13.9 (57.1)                         | 15.6 (60.0)                         | 17.0 (62.6)                         | 18.9 (66.1)                         | 19.7 (67.5)                         | 19.0 (66.2)                         | 16.4 (61.5)                         | 12.7 (54.8)                         | 9.9 (49.8)                          | 14.7 (58.5)                         |
| 역대 최저 기온 °C (°F)                                                                         | −4 (25)                             | 1 (34)                              | 2 (36)                              | 4 (39)                              | 7 (45)                              | 10 (50)                             | 12 (54)                             | 12 (54)                             | 10 (50)                             | 6 (43)                              | 2 (36)                              | 0 (32)                              | −4 (25)                             |
| 평균 강수량 mm (인치)                                                                          | 50 (1.98)                           | 56 (2.20)                           | 37 (1.46)                           | 17 (0.65)                           | 7.1 (0.28)                          | 1.3 (0.05)                          | 2.0 (0.08)                          | 0.25 (0.01)                         | 3.0 (0.12)                          | 13 (0.50)                           | 20 (0.79)                           | 42 (1.67)                           | 249 (9.79)                          |
| 평균 강수일수 (≥ 0.01 인치)                                                                    | 6.5                                 | 7.1                                 | 6.2                                 | 3.8                                 | 2.2                                 | 0.7                                 | 0.7                                 | 0.3                                 | 0.9                                 | 2.4                                 | 3.7                                 | 5.8                                 | 40.3                                |
| 평균 상대 습도 (%)                                                                             | 63.1                                | 65.7                                | 67.3                                | 67.0                                | 70.6                                | 74.0                                | 74.6                                | 74.1                                | 72.7                                | 69.4                                | 66.3                                | 63.7                                | 69.0                                |
| 평균 월간 일조시간                                                                             | 239.3                               | 227.4                               | 261.0                               | 276.2                               | 250.5                               | 242.4                               | 304.7                               | 295.0                               | 253.3                               | 243.4                               | 230.1                               | 231.3                               | 3,054.6                             |
| 가능 일조율                                                                                    | 75                                  | 74                                  | 70                                  | 71                                  | 58                                  | 57                                  | 70                                  | 71                                  | 68                                  | 69                                  | 73                                  | 74                                  | 69                                  |
| 출처: 미국 해양대기청 (평년값: 1991년~2020년, 극값: 1874년~현재, 상대습도/일조: 1961년~1990년) |                                     |                                     |                                     |                                     |                                     |                                     |                                     |                                     |                                     |                                     |                                     |                                     |                                     |

## 거주 여건

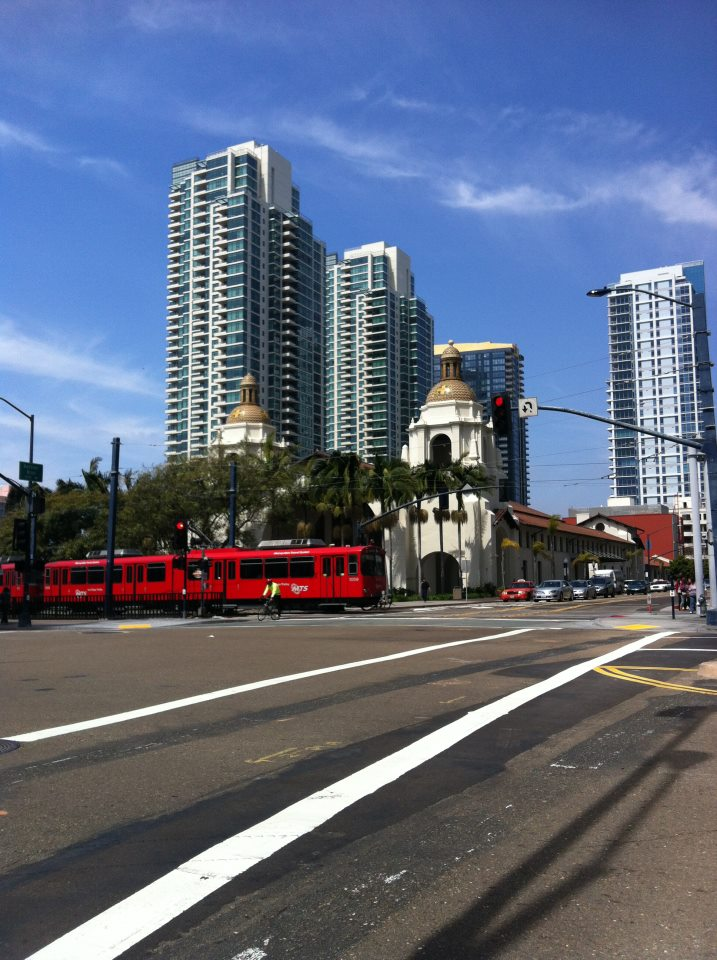
샌디에고 기차역

### 인구
| 인구조사                                                                           | 인구      | Note  | %±     |
| ---------------------------------------------------------------------------------- | --------- | ----- | ------ |
| 1850년                                                                             | 500       |       | —      |
| 1860년                                                                             | 731       |       | 46.2%  |
| 1870년                                                                             | 2,300     |       | 214.6% |
| 1880년                                                                             | 2,637     |       | 14.7%  |
| 1890년                                                                             | 16,159    |       | 512.8% |
| 1900년                                                                             | 17,700    |       | 9.5%   |
| 1910년                                                                             | 39,578    |       | 123.6% |
| 1920년                                                                             | 74,361    |       | 87.9%  |
| 1930년                                                                             | 147,995   |       | 99.0%  |
| 1940년                                                                             | 203,341   |       | 37.4%  |
| 1950년                                                                             | 334,387   |       | 64.4%  |
| 1960년                                                                             | 573,224   |       | 71.4%  |
| 1970년                                                                             | 696,769   |       | 21.6%  |
| 1980년                                                                             | 875,538   |       | 25.7%  |
| 1990년                                                                             | 1,110,549 |       | 26.8%  |
| 2000년                                                                             | 1,223,400 |       | 10.2%  |
| 2010년                                                                             | 1,307,402 |       | 6.9%   |
| 2019 (추산)                                                                        | 1,423,851 | [ 7 ] | 8.9%   |
| Population History of Western U.S. Cities & Towns, 1850–1990 U.S. Decennial Census |           |       |        |

2010년 인구총조사에 따르면 샌디에고의 인구는 1,307,402명이었고, 면적은 372.1 제곱마일 (963.7 km2)라서, 인구밀도는 평방제곱미터당 1670.08명이다. 18세 미만이 24.0%, 65세 초과가 10.5%로 조사되었다.
샌디에고 인구 중 백인이 58.9%로 가장 많고, 히스패닉계가 28.8%, 아시아계가 15.9%, 아프리카계가 6.7% 순이다. 아시아계 중에서는 필리핀계 5.9%, 중국계 2.7%, 베트남계 2.5%, 인도계 1.3%, 한국계 1.0%, 일본계 0.7% 순이다. 히스패닉계는 대부분 멕시코계 미국인이다.
샌디에고는 미국에서 노숙자가 세번째로 많은 도시이다. 그 중에서 퇴역 군인들이 많은데, 2009년 2,100명이었으나, 2016년 1,150명으로 감소하고 있다.
퀄컴(Qualcomm) 본사가 있고, 정보통신기술(ICT), 생명공학기술(BT) 분야 산업이 발달하여, 한국, 중국, 일본, 인도 등 세계 여러 나라에서 온 과학자, 공학자들이 살고 있다. 그래서 미국 현지인들이 외국인들에 대해 경계하지 않는 편이라, 외국인이 살기에 좋다.

### 치안
샌디에고의 범죄발생률은 미국 내 다른 대도시에 비해 낮다. 2016년 FBI 통계에서 미국 20개 대도시 중 샌디에고의 살인사건 발생률이 가장 낮았고, 폭력범죄 발생률은 네번째로 낮은 것으로 나타났다. 또한 소매치기, 강도, 택시, 테러, 여성여행자 등 거의 모든 분야에서 위험이 낮고, 사기와 자연재해 분야에서는 중간이었다.

## 경제

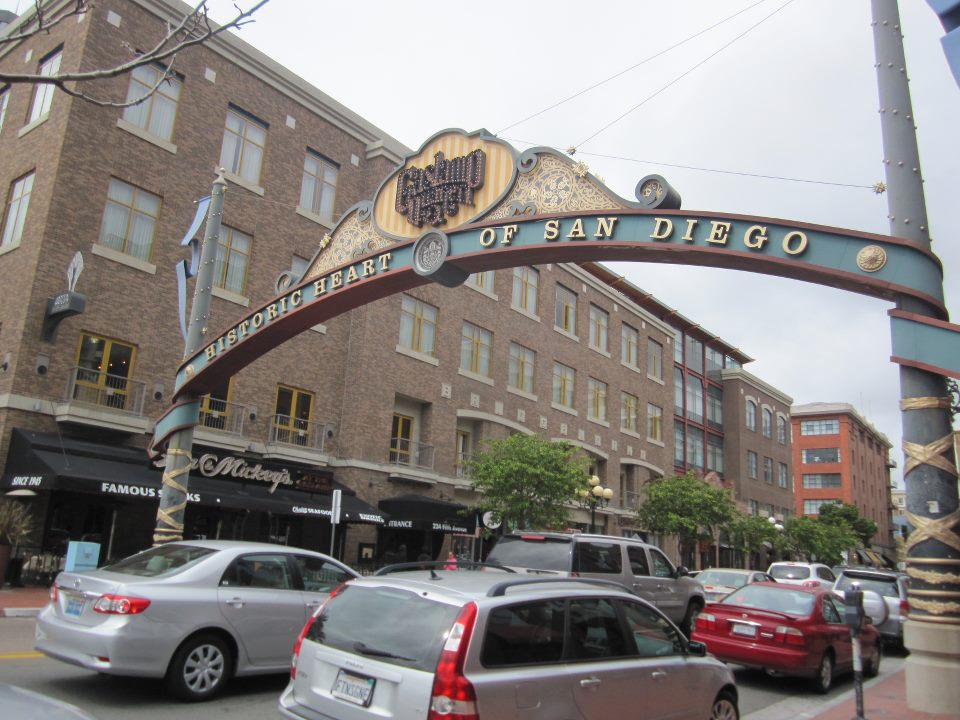
샌디에고 다운타운 가스램프 지역

### 산업
샌디에고 시가 포함된 샌디에고 군의 국내총생산은 2014년 기준으로 2,060억 달러로, 미국에서 17번째, 캘리포니아주에서 4번째로 크다. 가장 큰 비중을 차지하는 분야는 국방/군사 분야이고, 그 다음이 관광, 국제 무역, 연구/제조 분야들이다. 2014년 포브스지는 스타트업을 창업하기 가장 좋은 도시로 샌디에고를 선정했다.
 또한 2017년 미국상공회의소는 혁신을 선도하는 중심지로 보스턴, 샌프란시스코, 필라델피아에 이어 샌디에고를 꼽았다.

### 고용
샌디에고 시에 따르면, 2015년 기준으로 가장 많이 고용하고 있는 기관은 미국 해군이고, 고용이 많은 10개 기관은 다음과 같다.
| 고용기관                              | 고용인원 |
| ------------------------------------- | -------- |
| 미국 해군                             | 29,948명 |
| 캘리포니아 대학교 샌디에고            | 28,459명 |
| 샤프 헬스케어 (Sharp HealthCare)      | 16,896명 |
| 샌디에고 군청                         | 16,427명 |
| 퀄컴                                  | 13,725명 |
| 샌디에고 통합교육구                   | 13,446명 |
| 샌디에고 시청                         | 10,968명 |
| 덱스컴 (Dexcom)                       | 10,540명 |
| 카이저 퍼머넨테이 (Kaiser Permanente) | 7,549명  |
| 스크립스 헬스 (Scripps Health)        | 6,111명  |

## 스포츠
샌디에고를 연고지로 하는 프로스포츠팀은 MLB의 샌디에고 파드리스와 NBA G 리그의 샌디에고 클리퍼스가 있다.

## 행정

### 지방 정부
현재 샌디에고에서는 시장과 시 의회가 공동으로 정부를 운영하고 있다. 시 의회는 입법을 담당하되, 최고운영자는 시장이다. 2004년 이전에 샌디에고의 지방 정부는 시 의회 중심 정부(council-manager government)였으나, 2004년 투표를 통해 지금의 시장 중심 정부(strong mayor government)으로 바꾸었다.
4년마다 선거가 열린다. 시 전체의 시민들이 선거를 통해 시장과 시 검사장을 선출한다. 각 구역(district)별로 주민들이 선거를 통해 1명의 시 의원을 선출하여, 총 9명의 시 의원이 시 의회를 구성한다. 시장, 시 검사장, 시 의원의 임기는 4년이고, 재선까지 가능하다.
2013년 8월 30일 Bob Filner 시장이 사임했다. 그에 따라 2013년 11월 19일 보궐 선거가 열렸고, 케빈 폴커너(Kevin Faulconer) 후보가 1위를 차지했지만, 득표율이 절반에 못미쳤다. 2014년 2월 11일 결선투표가 열렸고, 케빈 폴커너 후보가 다시 1위를 차지하여 당선되었고, 2014년 3월 3일 제36대 샌디에고 시장으로 취임하여 전임 시장의 남은 임기를 채웠다.
2016년 6월 7일 선거에서 현직 시장인 케빈 폴커너 후보가 과반수 득표율로 1위를 차지하여 다시 선출되었다.

### 행정구역
샌디에고의 공동체 계획에 따르면 52개 구역(area)이 있다. 샌디에고에는 2008년에 "City of Villages"라는 개념에 착안하여 종합계획을 수립하면서 동(neighborhood)을 중시했다. 시 전역은 9개 구분(division)되고, 세부적으로는 126개의 동이 있다.
- 중부(central): 발보아 파크(Balboa Park),이스트 빌리지(East Village), 마리나(Marina) 등 18곳
- 북부(northern): 라호이아(La Jolla), 퍼시픽 비치(Pacific Beach), 토리 파인즈(Torrey Pines), 유티버시티 시티(University City) 등 11곳
- 북동부(northeastern): 미라 메사(Mira Mesa), 등 10곳
- 북서부(northwestern): 카멜 밸리(Carmel Valley), 델마르 하이츠(Del Mar Heights), 소렌토 밸리(Sorrento Valley) 등 7곳
- 남부(southern): 보더(Border), 네스터(Nestor), 팜 시티(Palm City), 티후아나 리버 밸리(Tijuana River Valley) 등 9곳
- 남동부(southeastern): 알타 비스타(Alta Vista), 엔칸토(Encanto), 링컨 파크(Lincoln Park), 마운틴 뷰(Mountain View) 등 19곳
- 동부(eastern): 버드랜드(Birdlan), 미션 밸리 이스트(Mission Valley East) 등 13곳
- 서부(western): 미들타운(Midtown), 미션 밸리 웨스트(Mission Valley West), 오션 비치(Ocean Beach), 올드 타운(Old Town) 등 16곳
- 도심부(mid-city): 노스 파크(North Park), 레드우드 빌리지(Redwood Village) 등 23곳

## 교육
- 캘리포니아 대학교 샌디에고(University of California San Diego, UCSD)가 있다. 이 대학과 UCSD 메디컬 센터를 기반으로 라호이아(La Jolla)의 토리 파인즈(Torrey Pines) 지역에 많은 연구소들이 모여 있어서 생명공학 지역을 형성하고 있다.
- 샌디에고 주립 대학교(San Diego State University)

## 자매 도시
샌디에고는 다른 나라의 17개 도시와 자매 결연을 맺고 있다.
| - 스페인: 알칼라데에나레스 - 브라질: 캄피나스 - 콜롬비아: 쿠쿠타 - 필리핀: 카비테 - 스코틀랜드: 에든버러 - 아프가니스탄: 잘랄라바드 | - 대한민국: 전주 - 멕시코: 레온 - 오스트레일리아: 퍼스 - 파나마: 파나마시티 - 중화민국: 타이중 - 대한민국: 합천 - 대한민국: 부산광역시 영도구 | - 멕시코: 티후아나 - 러시아: 블라디보스토크 - 폴란드: 바르샤바 - 중화인민공화국: 옌타이 - 일본: 요코하마 |

## 같이 보기
- USS 샌디에이고